# Крайнесеверный регион (Камерун)
Крайнесеверный регион (англ. Far North Region, фр. Région de l’Extrême-Nord) — самый северный регион Камеруна (До 2008 г. все регионы Камеруна назывались провинциями). Граничит с Северным регионом (на юге), Чадом (на востоке) и Нигерией (на западе). Административный центр — город Маруа.

## Население
В районе проживают более 50 различных этнических групп, в том числе арабы-шоа, фульбе (большая часть населения) и народы, говорящие на чадских языках. Языком межнационального общения является фула, среди образованного населения распространен также французский. Население исповедует ислам, христианство и традиционные верования.

## Административное деление
Регион делится на 6 департаментов:
| Карта | Карта         | Название департамента | Оригинальное название (фр. ) | Площадь (км2)      | Адм. центр     |
| ----- | ------------- | --------------------- | ---------------------------- | ------------------ | -------------- |
|       | __            | Диамаре               | Diamaré                      | 4 665              | Маруа (Maroua) |
| __    | Логоне и Шари | Logone-et-Chari       | 12 133                       | Куссери (Kousséri) |                |
| __    | Майо-Данай    | Mayo-Danay            | 5 303                        | Ягуа (Yagoua)      |                |
| __    | Майо-Кани     | Mayo-Kani             | 5 033                        | Каэле (Kaélé)      |                |
| __    | Майо-Сава     | Mayo-Sava             | 2 736                        | Мора (Mora)        |                |
| __    | Майо-Цанага   | Mayo-Tsanaga          | 4 393                        | Моколо (Mokolo)    |                |
|       |               | Всего                 |                              | 34 263             |                |

## Галерея

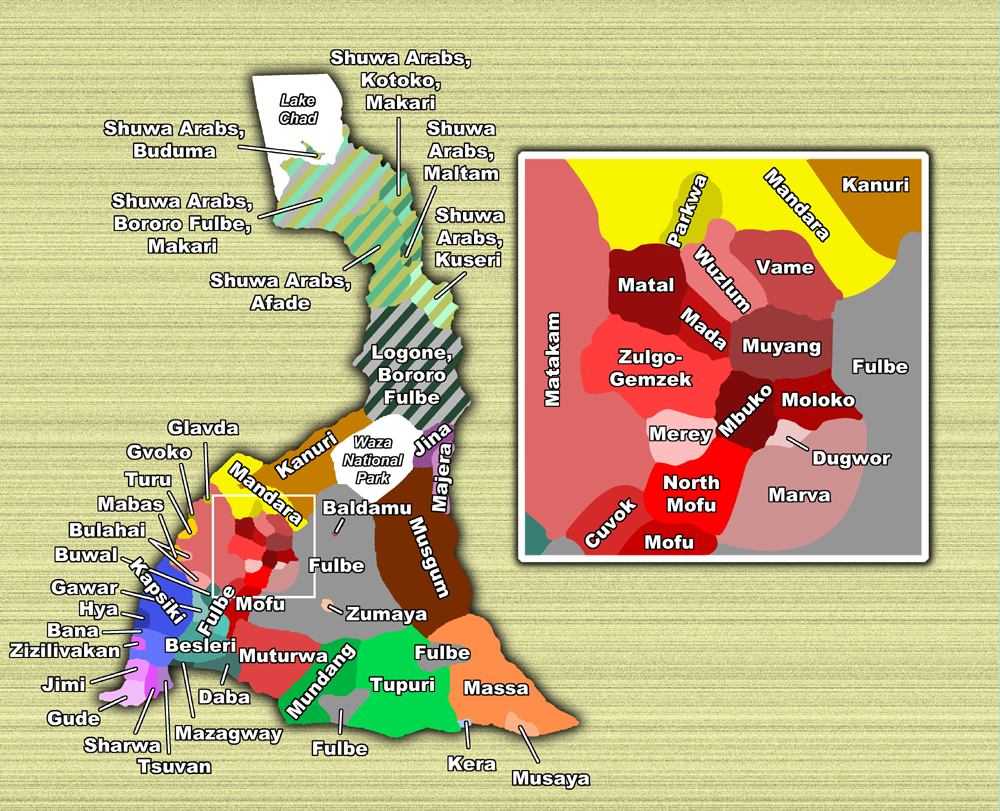
Этнические группы Крайнесеверного региона
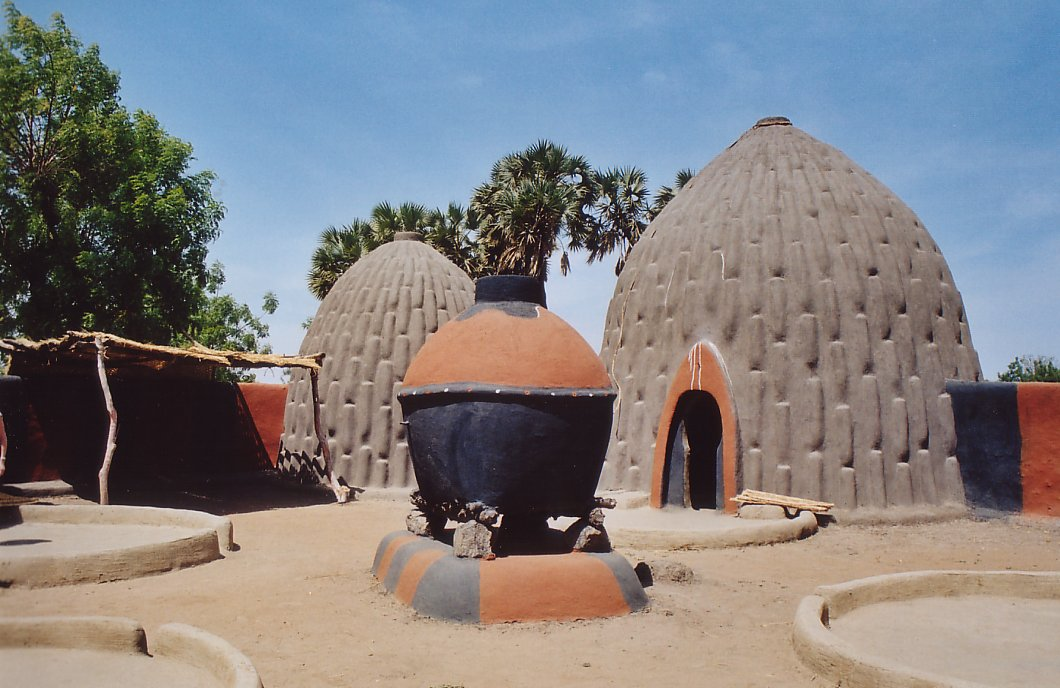
Типичное жилище народности Масгум (Masgum).
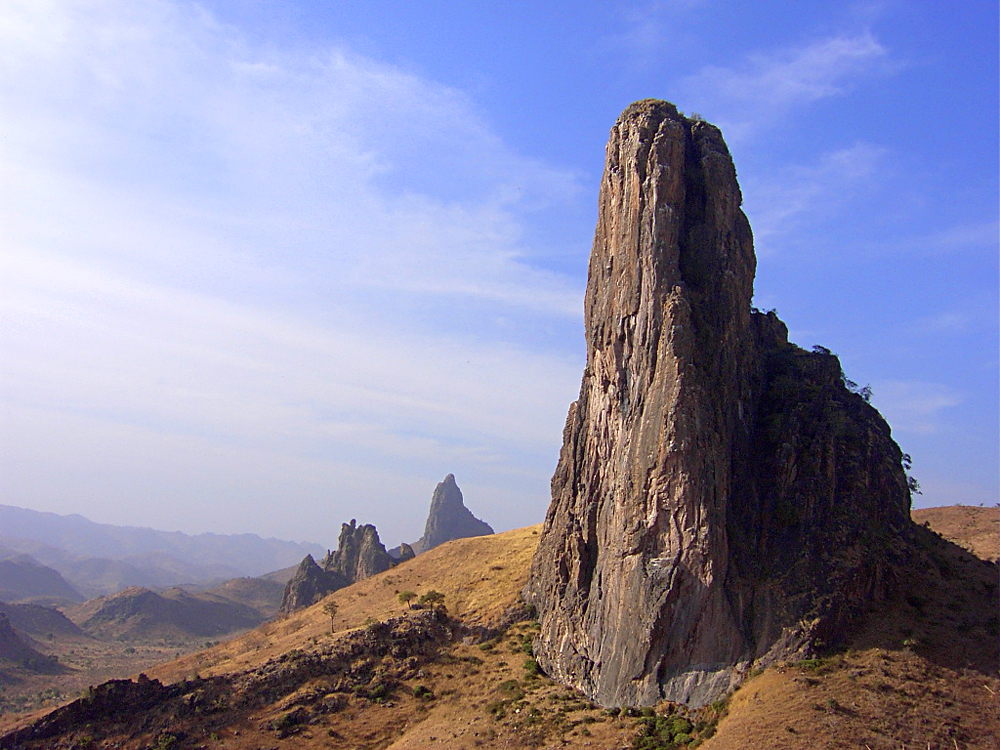
Одно из популярных мест туризма (Долина Rhumsiki).